# Хасав'юрт
Хасав'ю́рт (рос. Хасавюрт, кум. Хасавюрт, чеч. Хаси-Эвл - Хасайюрт, лезгин. Хасэюрт, ав. Хасавюрт, лакськ. Хасав) — місто в Росії, адміністративний центр Хасав'юртівського району Дагестану.

## Історія
Поселення було засновано 1846 року, статус міста надано 1931. Станом на 2010 рік у місті мешкало 129,6 тис. осіб. За національним складом переважають кумики, чеченці та аварці.
31 серпня 1996 року в місті було підписано Хасав'юртську угоду між Російською Федерацією та Чеченською Республікою Ічкерією, що передбачала припинення бойових дій у Чечні та поетапний вивід російських військ з її території.

## Відомі особистості
В поселенні народився:
- Кочмержевський Венедикт Костянтинович (1865—?) — отаман для доручень Головного інженерного управління Дієвої Армії УНР.

На честь чеченського співака Імама Алімсултанова названо одну із вулиць міста.

## Населення
Населення міста за переписом 2010 року — 131 187 осіб.
Населення міста та його національний склад за даними перепису 2010 р.
|               | 1939   | 1959   | 1970   | 1979   | 1989   | 2002    | 2010    |
| ------------- | ------ | ------ | ------ | ------ | ------ | ------- | ------- |
| аварці        | 3,4%   | 11,5%  | 17,3%  | 21,1%  | 22,5%  | 28,2%   | 30,7%   |
| чеченці       | 11,5%  |        | 27,9%  | 29,1%  | 31,6%  | 30,3%   | 28,5%   |
| кумики        | 14,0%  | 23,8%  | 22,6%  | 24,1%  | 25,9%  | 27,2%   | 28,1%   |
| даргінці      | 1,5%   | 4,6%   | 3,9%   | 4,3%   | 4,5%   | 4,1%    | 4,1%    |
| лакці         | 1,6%   | 4,6%   | 3,9%   | 3,6%   | 3,4%   | 3,4%    | 3,3%    |
| росіяни       | 48,9%  | 34,5%  | 17,1%  | 11,3%  | 7,2%   | 3,3%    | 2,3%    |
| лезгини       | 0,2%   | 0,4%   | 0,6%   | 1,0%   | 0,8%   | 2,1%    | 1,6%    |
| азербайджанці | 0,7%   | 1,5%   | 1,3%   | 1,3%   | 1,0%   | 0,6%    |         |
| населення     | 23 368 | 34 194 | 53 955 | 65 049 | 70 053 | 121 817 | 131 187 |